# 中国党政领导干部资料库
中国党政领导干部资料库是人民网·中国共产党新闻网推出的一个大型互动数据库，收录中国党政领导干部资料。

## 简介
2012年10月底，中国党政领导干部资料库（测试版）上线。该资料库基于人民网·中国共产党新闻网的数据源开发而成，主要收录“中央机关、国务院机构、群团组织、省市区，大型央企、部属高校等数百个部门和单位的领导干部简历信息”，还同时有新闻查询、延伸阅读等功能。
该资料库提供查询、反馈功能区块，并且有纠错响应系统。